# Медаль «За отличие в военной службе» (МЧС)
Меда́ль «За отли́чие в вое́нной слу́жбе» — ведомственная медаль МЧС России, учреждённая приказом Министра по чрезвычайным ситуациям Российской Федерации № 194 от 27 марта 1996 года.

## Правила награждения
Согласно Положению медалью «За отличие в военной службе» награждаются военнослужащие МЧС России за добросовестную службу, имеющие соответствующую выслугу лет в календарном исчислении.
Медаль состоит из трех степеней:
- I степени - для награждения военнослужащих, проходящих военную службу не менее 20 лет;
- II степени - для награждения военнослужащих, проходящих военную службу не менее 15 лет;
- III степени - для награждения военнослужащих, проходящих военную службу не менее 10 лет.

Высшей степенью медали является I степень. Награждение медалью производится последовательно от низшей степени к высшей. Награждение медалью более высокой степени не допускается без получения награждаемым медали предыдущей степени.

## Описание медали

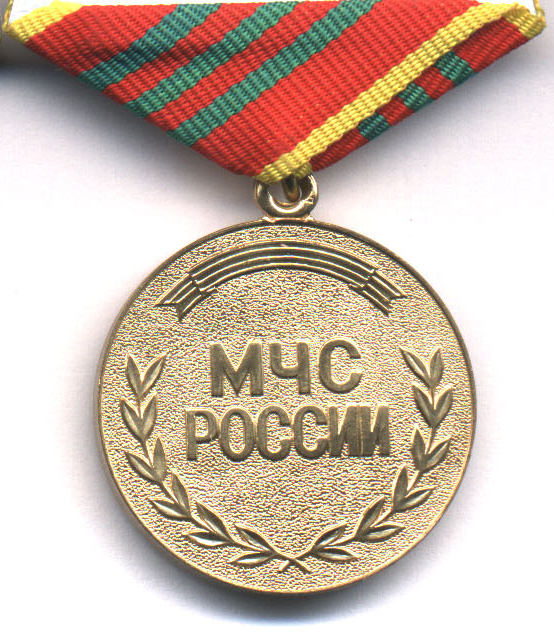
Реверс медали III степени

Медаль I степени изготавливается из нейзильбера, II и III степеней — из латуни; имеет форму круга диаметром 32 мм с выпуклым бортиком с обеих сторон. На лицевой стороне медали в центре — рельефное изображение щита на фоне перекрещенных мечей, крыльев и якоря; в центре щита помещена римская цифра, обозначающая степень медали, — I, II или III; в нижней части — по кругу рельефная надпись: «ЗА ОТЛИЧИЕ В ВОЕННОЙ СЛУЖБЕ». Рисунок полностью повторяет рисунок медали «За отличие в военной службе» Министерства обороны России. На оборотной стороне медали надпись «МЧС России», под надписью — рельефное изображение перекрещенных лавровых ветвей, над надписью — рельефное изображение ленты.
Медаль при помощи ушка и кольца соединяется с пятиугольной колодкой, обтянутой красной шёлковой муаровой лентой шириной 24 мм с жёлтыми полосами по краям; посередине ленты зелёные полосы: для медали I степени — одна полоса, II степени — две полосы, III степени — три полосы; ширина полос — 2 мм, расстояние между зелёными полосами — 2 мм.